# Classic Elton John
Classic Elton John è una raccolta di beneficenza dell'artista britannico Elton John, pubblicata dalla McDonald's negli Stati Uniti (1994). Regno Unito. Contiene alcuni brani degli anni Settanta, famosi e non.

## Tracce
Tutte le tracce sono state composte da Elton John e Bernie Taupin.
1. Take Me to the Pilot
2. Burn Down the Mission
3. Friends
4. Saturday Night's Alright for Fighting
5. Madman Across the Water
  - Versione alternativa contenuta in Rare Masters
6. Tiny Dancer
7. Honky Cat
8. Crocodile Rock
9. Mona Lisas and Mad Hatters
10. Levon